# 축차 비교형 아날로그-디지털 변환회로

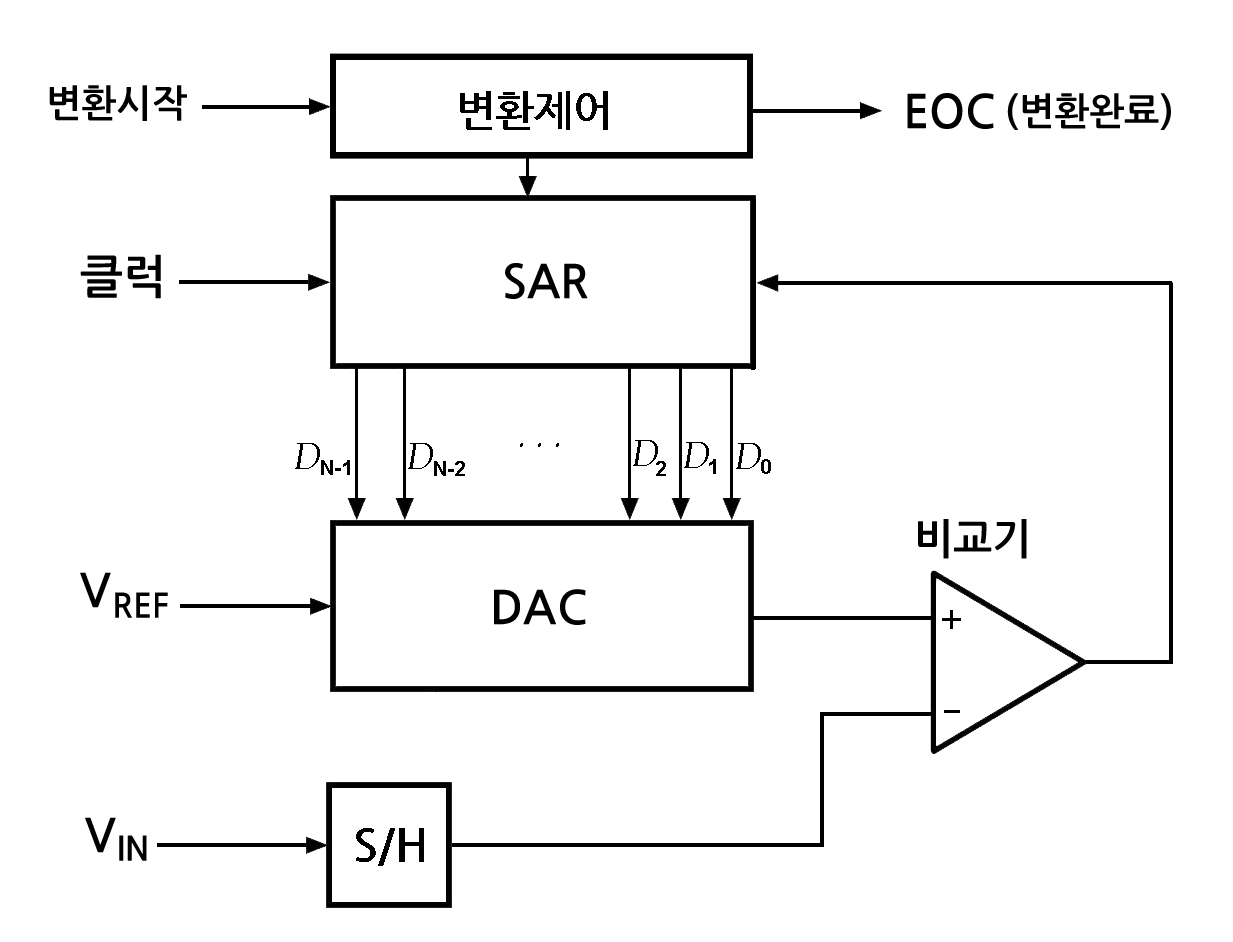
축차 비교형 ADC 기능도

아날로그-디지털 변환회로 방식중에 축차 비교형 아날로그-디지털 변환회로(Successive approximation ADC)는 이진 탐색 방식으로 양자화하는 변환 방식이다. 내부에 DAC와 비교기를 사용하여, 각각의 비트에 대해 한클럭에 상위 MSB부터 LSB쪽으로 결정해 간다.

## 기능도
용어
- DAC = 디지털-아날로그 변환회로
- EOC = 변환완료
- SAR = 축차 비교 레지스터
- S/H = 샘플 및 홀더
- Vin = 입력 전압
- Vref = 기준 전압

## 변환방법
레지스터 또는 하드웨어 방법으로 변환시작 신호가 전달되면, 제어회로는 상위비트(MSB)부터 변환을 시작한다. 우선설정된 비트에 따라 DAC는 아날로그 전압으로 바꾸고, 이것과 입력전압을 비교한다.
과정 1 :
우선 SAR을 최상위 비트를 0로 설정하고 나머지를 1으로 설정한다.
```
SAR의 초기값 = 0111...1111 (또는 1000...0000) => DAC => 

  

    

      

        

          
V

          

            
D

            
A

            
C

          

        

      

    

    
{\displaystyle V_{DAC}}

  

는 

  

    

      

        

          
V

          

            
R

            
E

            
F

          

        

        

          
/

        

        
2

      

    

    
{\displaystyle V_{REF}/2}

  

 근처.
```

과정 2 :
만약 DAC 전압보다 입력전압이 작다면 기준전압의 반이하라는 말이 된다. 비교기의 논리 1로 출력되고 이것을 보고 SAR의 최상위 비트를 0으로 설정한다. 최상위비트는 기준전압의 1/2을 의미한다. 즉,
- 최상위 비트 1 : 입력전압이 기준전압의 반 보다 크다. {\displaystyle V_{IN}>V_{REF}/2}
- 최상위 비트 0 : 입력전압이 기준전압의 반 보다 작다. {\displaystyle V_{IN}<V_{REF}/2}

는 뜻이 된다. 따라서 비교기의 결과에 따라 최상위 비트를 결정하면 된다.
이것은 한 클럭 펄스 동안 결정된다. 따라서 DAC 속도와 비교기의 속도보다 한 클럭의 주기보다 빠르면 문제가 된다. 안정적인 변환속도 안에 들어오도록 클럭의 속도를 결정한다.
한클럭 동안 고려해야할 변환 지연:
```
클럭의 주기 > DAC 변환 시간 + 비교기 전파시간 + SAR 논리회로 전파시간 + 안정적 여유(칩의 특성에 따른 최대 지터)
```

만약 {\displaystyle V_{REF}}=10이고 입력전압 {\displaystyle V_{IN}}=3이면 최상위 비트는 0이다.

과정 3 :
최상위 비트가 0으로 결정되면 다음 비트를 결정한다.
```
0 011...1111
```

다음 비트는 다시 1/2의 분해능으로 결정한다. 전체의 1/4 로 다시 0과1을 결정한다.
다시 3V는 2.5V 보다 크므로 다음 비트는 1로 설정 된다.
```
 5 > 3 >= 2.5
```

이므로 1로 결정 한다.

과정 4 ... :
이제 다음비트는
```
01 01...1111
```

이런식으로 전체 비트수 만큼 클럭을 진행하면 모든 비트를 결정한다.

과정 마지막 :
마지막 비트까지 결정되면 EOC에 신호를 설정하여 외부에 변환되었음을 알린다.

## 같이 보기
- 아날로그-디지털 변환회로
- 디지털-아날로그 변환회로
- 표본화 정리